# Ossendrecht
Ossendrecht est un village situé dans la commune néerlandaise de Woensdrecht, dans la province du Brabant-Septentrional. Le 1er janvier 2007, le village comptait 5 286 habitants.
Le 1er janvier 1997, la commune d'Ossendrecht est supprimée et rattachée à celle de Woensdrecht, en même temps que Huijbergen et Putte.

## Personnalités
- Sœur Marie-Adolphine (Dierkx) (1866-1900), canonisée le 1er octobre 2000, missionnaire en Chine.